# Die große Show der Naturwunder
Die große Show der Naturwunder war eine Wissensshow, die von 2006 bis 2017 vom Südwestrundfunk produziert und im Ersten ausgestrahlt wurde. Die Sendung wurde abgesetzt, nachdem die Einschaltquoten gesunken waren.
Eine Adaption der Wissensshow läuft seit 2009 unter dem Titel Zazraky prirody im Tschechischen Fernsehen. 2011 folgte die Türkei mit der ersten Staffel von Varlik Harikalari.

## Themengebiet
Die Show befasste sich mit Naturphänomenen aus der Tier- und Pflanzenwelt, Geologie, aber auch aus dem menschlichen Körper und Verhalten. Als Aufhänger für die Themen dienten Multiple-Choice-Fragen, für deren richtige Beantwortung die vier prominenten Gäste auf der Couch Punkte erhielten. Der Gast mit den meisten Punkten erhielt in den ersten Jahren am Ende der Sendung eine Trophäe. Ab 2014 spielten die Gäste nicht mehr für sich, sondern in Zweierteams. Die Gewinner erhielten 10.000 Euro, die sie für einen guten Zweck spendeten.

## Moderation
Die Show wurde von Frank Elstner und Ranga Yogeshwar moderiert; Elstner führte dabei überwiegend die Gespräche mit den Gästen und stellte die Multiple-Choice-Fragen, während Yogeshwar die behandelten Themen erläuterte und Experimente präsentierte. Zwei der Gäste und Yogeshwar präsentierten in der Sendung jeweils einen Filmbeitrag, an dem sie mitgewirkt haben.

## Ausstrahlung
Die Sendung wurde in unregelmäßigen Abständen donnerstags um 20:15 Uhr im Ersten ausgestrahlt; ältere Sendungen wurden in den Regionalprogrammen SWR Fernsehen, rbb Fernsehen, BR Fernsehen und hr-fernsehen wiederholt. Von 2006 bis 2015 wurden 25 Shows ausgestrahlt. Ab Sommer 2013 gab es jeweils zwei Ausgaben pro Jahr.
Die erste Sendung am 4. Mai 2006 verfolgten 4,85 Millionen Zuschauer bei 17,7 Prozent. In der werberelevanten Zielgruppe sahen 950.000 Zuschauer bei 8,7 Prozent Marktanteil zu.

## Produktion
Die Sendung wurde von 2015 bis 2017 im Auftrag des SWR von der Bavaria Film GmbH in den Bavaria Filmstudios in München aufgezeichnet.

## Auszeichnungen
- Saure Gurke im Jahr 2006
- Goldene Henne im Jahr 2013